# Richard O’Brien

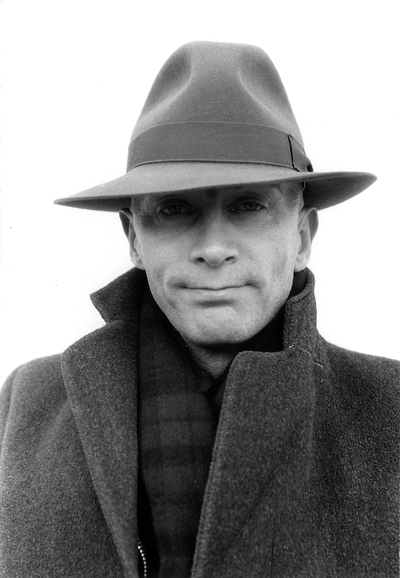
Richard O’Brien (2008)

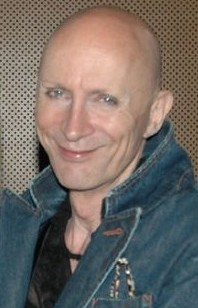
Richard O’Brien (2006)

Richard O’Brien (* 25. März 1942 in Cheltenham, England als Richard Timothy Smith) ist ein britischer Schauspieler, Autor und Komponist. Er schrieb das Musical The Rocky Horror Show, das 1975 als The Rocky Horror Picture Show verfilmt wurde.

## Leben
In den 1970er Jahren schuf O’Brien das Musical The Rocky Horror Show als Hommage an den Horror-Film der 1950er und 60er Jahre. Zuvor hatte er bereits in Tournee-Produktionen von Hair und Jesus Christ Superstar in kleineren Rollen mitgewirkt. Inspirationen für sein Musical holte er sich bei Hollywood-B-Movies, Science-Fiction-Filmen und -Comics sowie musikalisch beim Rock ’n’ Roll. 1975 wurde die Verfilmung The Rocky Horror Picture Show in die Kinos gebracht, in der er die Rolle des Riff Raff übernommen hat.
In den folgenden Jahren hatte er immer wieder meist kleinere Rollen in verschiedenen Filmen und Fernsehserien sowie in der Fortsetzung der Rocky Horror Picture Show Shock Treatment, die aber nicht an den Erfolg anknüpfen konnte. Von 2007 bis 2015 war er die Synchronstimme für Ferbs Vater Lawrence „Dad“ Fletcher in der US-amerikanischen Zeichentrickserie Phineas und Ferb. Auf der Berlinale 1998 erhielt O’Brien einen Spezial-Teddy Award für sein Lebenswerk. Für das Lied Time Warp wurde er in Großbritannien im November 2021 mit einer Silbernen Schallplatte ausgezeichnet.

## Privatleben
Im Jahr 2008 gab das Interviewmagazin Galore an, dass O’Brien zweimal verheiratet war, drei Kinder habe und in London lebe. Zu seiner nichtbinären, diversen Geschlechtsidentität befragt, antwortete O’Brien der britischen Times 2009 (übersetzt): „Es gibt ein Kontinuum zwischen männlich und weiblich. Einige sind festverdrahtet in die eine Richtung oder die andere, ich bin dazwischen. Oder ein drittes Geschlecht, so könnte ich mich gut sehen.“ Er habe sich schon früh als transgender empfunden (als nicht mit seinem Geburtsgeschlecht übereinstimmend), sich dabei aber unglücklich gefühlt, vor allem, weil es von der Gesellschaft abgelehnt wurde. 2013 erklärte O’Brien der BBC: „Ich verstehe mich wahrscheinlich als rund 70 % männlich, 30 % weiblich.“ Auf die Frage, welches Feld er bei der Geschlechtswahl anklicken würde, wenn es ein drittes Feld gäbe neben Mann/Frau: „Ich würde ‚M‘ markieren […] Aber würde auch gerne ‚Andere‘ wählen können.“ Als sich O’Brien 2016 zu einer Kontroverse um eine Äußerung der Feministin Germaine Greer äußerte, erklärte er dem britischen Metro-Magazin: „Ich denke an mich als ein drittes Geschlecht und das macht die Dinge einfacher. Ich bin irgendwo in der Mitte. Meine Ehefrau und Kinder lieben mich und feiern mich für das, was ich bin.“

## Politische Einstellungen
Im Oktober 2024 gehörte O’Brien zu den Unterzeichnern eines Aufrufs zum Boykott israelischer Kulturinstitutionen, „die an der überwältigenden Unterdrückung der Palästinenser mitschuldig sind oder diese stillschweigend beobachtet haben“.

## Filmografie (Auswahl)
- 1966: Ist ja irre – der dreiste Cowboy (Carry On Cowboy)
- 1967: Als Jim Dolan kam (Rough Night in Jericho)
- 1970: Die Geliebte des Priesters (Pieces of Dreams)
- 1975: The Rocky Horror Picture Show
- 1980: Flash Gordon
- 1981: Shock Treatment
- 1986: Robin Hood (Robin of Sherwood, Fernsehserie, 5 Folgen)
- 1989: Die Wölfe von Willoby (The Wolves Of Willoughby Chase)
- 1997: Spiceworld – Der Film (Spice World)
- 1998: Dark City
- 1998: Auf immer und ewig (EverAfter)
- 2000: Dungeons & Dragons
- 2001: Elvira’s Haunted Hills
- 2005: Midnight Movies (Midnight Movies: From the Margin to the Mainstream, Dokumentarfilm)
- 2009: Night Train
- 2020: Phineas und Ferb: Candace gegen das Universum (Phineas and Ferb: Candace Against the Universe) [Stimme]